# Luto de Muharram
O Luto de Muharram (também chamado de  como Azadari, Lembrança de Muharram ou Observâncias de Muharram) é um conjunto de rituais de comemoração observados principalmente por Shia e Sufismo, e marcados por todos os muçulmanos, A comemoração cai em Muharram, o primeiro mês do calendário islâmico. Muitos dos eventos associados ao ritual acontecem em salões de congregação conhecidos como Hussainia.
O evento marca o aniversário da Batalha de Karbala (680 d.C.), quando o Imam Hussain ibn Ali, um neto do Profeta Muhammad, foi martirizado pelas forças de Ubayd Allah ibn Ziyad. Familiares e companheiros que o acompanhavam foram mortos ou humilhados. A comemoração deste evento durante a época de luto anual, com o Dia da Ashura como data principal, serve para definir a identidade comunitária xiita. Os rituais de Muharram são realizados em países com uma considerável população muçulmana.